# اس۶۰

سیمبین اس۶۰ (نسخهٔ سوم) در نوکیا ان۷۳

سکوی اس۶۰ (انگلیسی: S60) سکوی نرم‌افزاری برای تلفن هوشمند است که سیستم‌عامل سیمبیان را اجرا می‌کند. این سکو توسط نوکیا در ۲۰۰۱ درست شده بود و اولین بار در سال ۲۰۰۲ با تلفن هوشمند نوکیا ۷۶۵۰ منتشر شد. این سکو ۵ به‌روزرسانی دیده است. سری ۶۰ در نوامبر ۲۰۰۵ به اس۶۰ تغییر نام پیدا کرد.